# Jinhan Shuiku
Jinhan Shuiku (kinesiska: 金涵水库) är en reservoar i Kina. Den ligger i provinsen Fujian, i den sydöstra delen av landet, omkring 71 kilometer norr om provinshuvudstaden Fuzhou. Jinhan Shuiku ligger 76 meter över havet. Arean är 0,49 kvadratkilometer. Runt Jinhan Shuiku är det i huvudsak tätbebyggt. Den sträcker sig 0,8 kilometer i nord-sydlig riktning, och 1,1 kilometer i öst-västlig riktning.
Genomsnittlig årsnederbörd är 2 105 millimeter. Den regnigaste månaden är augusti, med i genomsnitt 322 mm nederbörd, och den torraste är oktober, med 52 mm nederbörd.